# Петялин, Сергей Васильевич
Сергей Васильевич Петялин (4 октября 1925 — 30 июня 1944) — ефрейтор Рабоче-крестьянской Красной Армии, участник Великой Отечественной войны, Герой Советского Союза (1945).

## Биография
Сергей Петялин родился 4 октября 1925 года в селе Чигарева (ныне — Аромашевский район Тюменской области). После окончания семи классов школы работал в колхозе. В 1943 году Петялин был призван на службу в Рабоче-крестьянскую Красную армию. С декабря того же года — на фронтах Великой Отечественной войны.
К июню 1944 года ефрейтор Сергей Петялин был разведчиком 210-го стрелкового полка 82-й стрелковой дивизии 3-й армии 1-го Белорусского фронта. Отличился во время освобождения Могилёвской области Белорусской ССР. 30 июня 1944 года в бою в районе деревни Октябрь Осиповичского района Петялин лично уничтожил 22 вражеских солдата и офицеров. Оказавшись в окружении и оставшись без боеприпасов, Петялин подорвал себя гранатой вместе с группой вражеских солдат. 
Похоронен в посёлке Елизово Осиповичского района Могилёвской области Беларуси.

## Награды
Указом Президиума Верховного Совета СССР от 24 марта 1945 года ефрейтор Сергей Петялин посмертно был удостоен высокого звания Героя Советского Союза. Также был награждён орденами Ленина и Славы III степени.

## Память
- В честь Петялина названа улица и установлен обелиск в его родном селе.
- Памятник С. В. Петялину установлен в Елизово Осиповичского района Могилёвской области Беларуси.